# رکود اقتصادی شووا

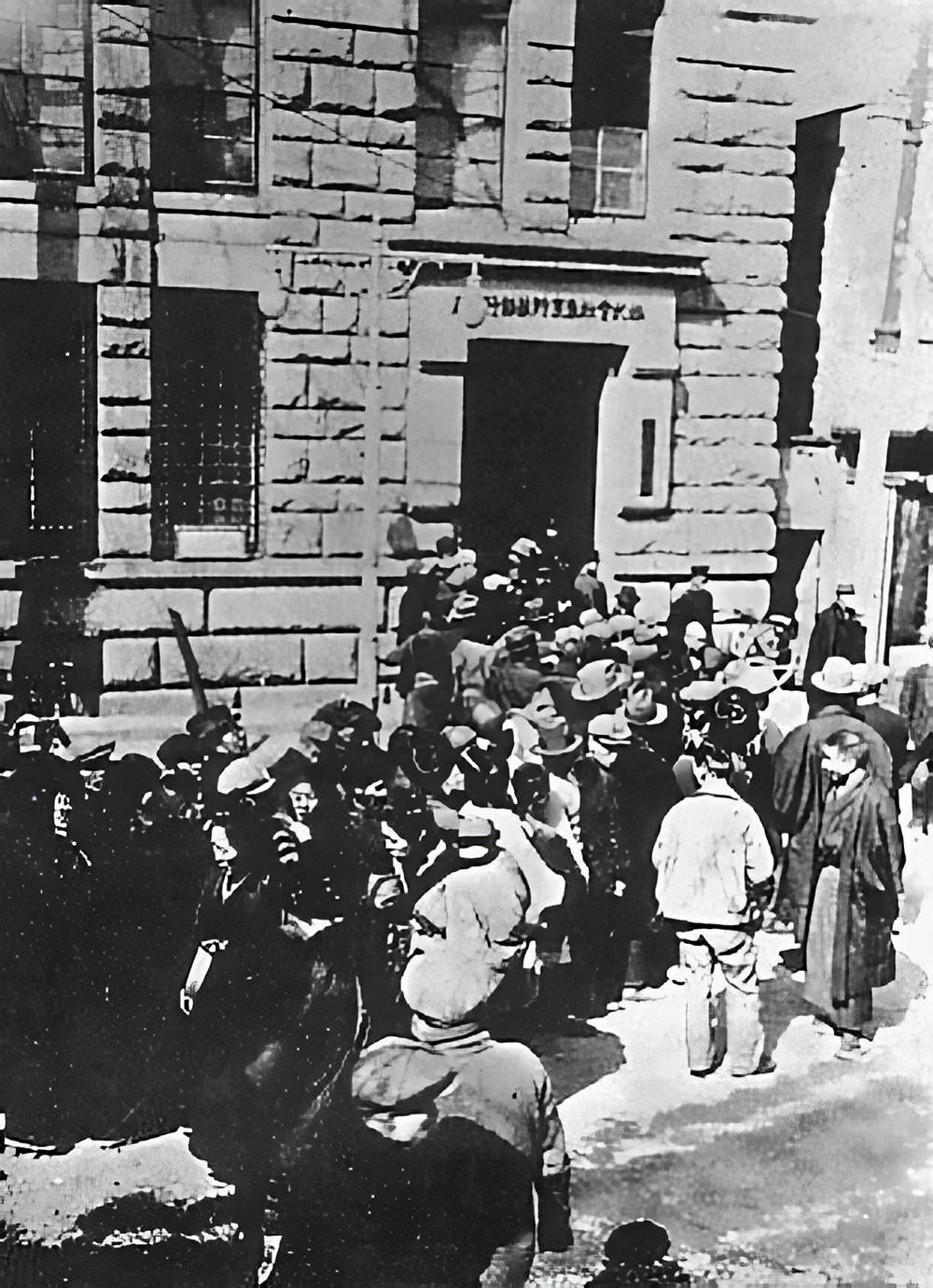
بانک در جریان بحران مالی شووا

بحران مالی شووا (به ژاپنی: 昭和金融恐慌, Shōwa Kin'yū Kyōkō)، در سال ۱۹۲۷، در اولین سال سلطنت امپراتور هیروهیتو هیروهیتو ژاپن، بحران مالی بود که پیش‌کسوت رکود بزرگ به‌شمار می‌آید. این بحران نخست‌وزیر ژاپن واکاتسوکی ریجیرو را سقوط داد و منجر به تسلط زایباتسو بر صنعت بانکداری ژاپن شد.

## بررسی اجمالی
اقتصاد ژاپن در دوره بین دو جنگ جهانی با بحران‌های مزمنی روبرو شد. از جمله آنها، بحران مالی شووا در سال ۱۹۲۷ و رکود شووا در سال‌های ۱۹۳۰–۱۹۳۱ نقاط عطفی بودند. بحران مالی شووا در سال ۱۹۲۷ نتیجه بی‌ثباتی مالی مداوم به دلیل بازسازی ناقص در بخش تجارت و تعویق در دفع وام‌های بد توسط مؤسسات مالی بود. این بحران از طریق تزریق گسترده بودجه عمومی و ادغام بانک‌ها، اصلاحاتی را در بخش مالی به همراه داشت. رکود شووا در سال‌های ۱۹۳۰–۱۹۳۱ ناشی از رکود بزرگ، یک فروپاشی اقتصادی جهانی بود که با بازگشت به استاندارد طلا با برابری قدیمی در ژاپن تشدید شده بود. ژاپن از طریق مجموعه‌ای از اقدامات محرک اقتصاد کلان که توسط تاکاهاشی کوره‌کیو، وزیر دارایی کهنه‌کار که در دسامبر ۱۹۳۱ به کار خود پایان داد، آغاز شد، زودتر از اکثر کشورهای دیگر از رکود بزرگ رهایی یافت. تاکاهاشی اقدامات جامع سیاست کلان اقتصادی، از جمله تعدیل نرخ ارز، مالی و پولی را وضع کرد. در همان زمان، استاندارد طلا که سیاست مالی ژاپن را اداره می‌کرد، پس از خروج بریتانیا از آن در سپتامبر ۱۹۳۱ فروپاشید. سپس، ژاپن سازوکاری را معرفی کرد که به موجب آن دولت می‌توانست بدون ایجاد سایر اقدامات نهادی برای اداره سیاست مالی خود، اعتبار آسان از بانک مرکزی دریافت کند. این روند وقایع در نهایت منجر به از دست رفتن انضباط مالی شد.

## رکود بزرگ
رکود بزرگ جهان، که به رکود یک دهه پیش از آغاز جنگ جهانی دوم گفته می‌شود، تأثیر زیادی بر ژاپن نداشت. اقتصاد ژاپن در طول سال‌های ۱۹۲۹ تا ۱۹۳۱، ۸ درصد کوچک شد. وزیر دارایی ژاپن، تاکاهاشی کورکیو، اولین کسی بود که سیاست‌های اقتصادی کینزی را اجرا کرد: اول، با محرک‌های مالی بزرگ شامل هزینه‌های کسری؛ و دوم، با کاهش ارزش واحد پول. تاکاهاشی از بانک ژاپن برای عقیم‌سازی هزینه‌های کسری و به حداقل رساندن فشارهای تورمی ناشی از آن استفاده کرد. مطالعات اقتصادسنجی، محرک‌های مالی را به‌طور ویژه مؤثر شناسایی کرده‌اند.